# リトマス試験紙
リトマス試験紙（リトマスしけんし、英語: litmus paper、litmus test paper）とは、リトマスを染み込ませた、酸塩基指示紙である。単にリトマス紙とも呼ぶ。

## 概要
リトマスの水溶液に浸した濾紙を乾燥させた物がリトマス試験紙であり、青色と赤色の2種類が有る。pH試験紙の1種で、変色範囲はpH4.5 - 8.3である。青色の試験紙はpH4.5を下回るような酸性の溶液で赤に、赤色の試験紙はpH8.3を上回るような塩基性の溶液で青に変化する。したがって、この性質を使うと、青色の試験紙が赤くなると酸性、赤色の試験紙が青くなると塩基性、どちらも変化しない場合は、比較的中性に近いといったように、簡易的な液性を知る事ができる。

## 色の変化
リトマス試験紙は以下のように色が変化する。
| 酸性 | 中性（出荷状態) | 塩基性 |
| 赤   | 青              | 青     |
| 赤   | 赤              | 青     |

### 変色の原理
リトマス試験紙に染み込ませてあるリトマスゴケの主成分のアゾリトミンやレカノール酸と言う成分が、アルカリと反応すると青色の塩を作り出し、酸と反応すると赤く変色する特徴があるため、リトマス試験紙は変色する。

## 作り方
リトマス試験紙の原料のリトマスゴケやウメノキゴケなどの種々の地衣類から紫色の液体リトマスを抽出し、それをアルコールに溶かす。これにアンモニアまたは塩酸(もしくは硫酸、塩化水素)を添加してそれぞれ赤色と青色に変色させる。これをろ紙の小片に浸して乾燥させて切り分けるとリトマス試験紙となる。近年は赤色や青色に変色させずに紫色のまま使う｢リトマスニュートラル｣と呼ばれるリトマス試験紙もある。

## 保管方法
高温、多湿、直射日光を避けて、密閉して保存する。

## 比喩
比喩的に、対立する2つの意見、方策などの是非、真偽、効能を判定する資料となるものという意味もある。

## その他
- リトマス試験紙は小学6年生で習い[13]、2017年時点の日本において、小学校で習った好きな理科の用語ランキングの1位であった[14]。
- アジサイの花の色も土壌の水素イオン濃度で変化する。しかしリトマス試験紙と逆で、酸性なら青、アルカリ性なら赤になる。